# Leyme
Leyme is een gemeente in het Franse departement Lot (regio Occitanie). De plaats maakt deel uit van het arrondissement Figeac. Leyme telde op 1 januari 2022 929 inwoners.

## Geografie
De oppervlakte van Leyme bedroeg op 1 januari 2022 10,16 vierkante kilometer; de bevolkingsdichtheid was toen 91,4 inwoners per km².

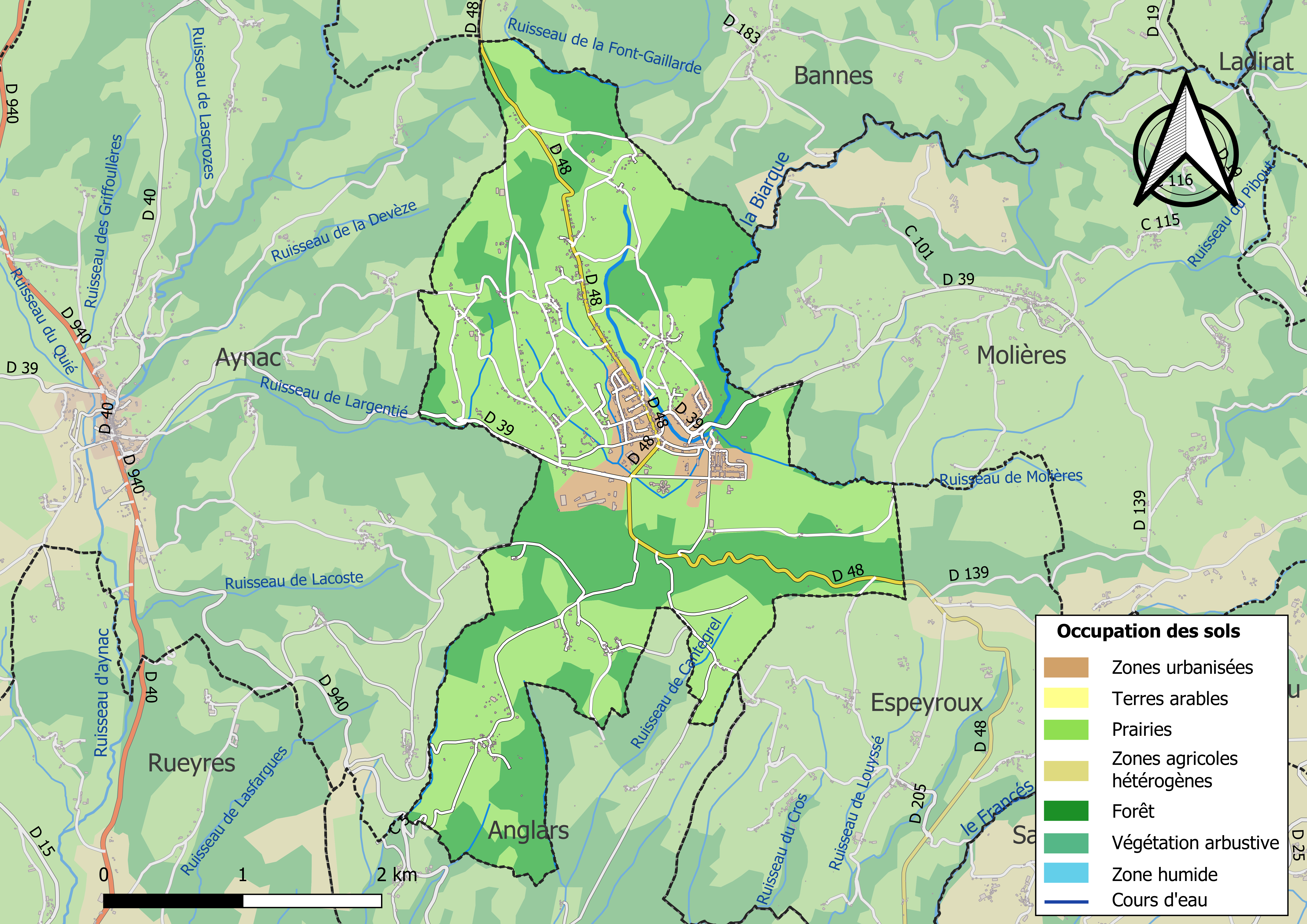
Kaart van de gemeente met de belangrijkste infrastructuur, bodemgebruik en omliggende gemeenten

## Demografie
Onderstaande figuur toont het verloop van het inwonertal (bron: INSEE-tellingen).